# 九州鉄道1形電車
九州鉄道1形電車（きゅうしゅうてつどう1がたでんしゃ）は、西日本鉄道（西鉄）の前身事業者の一つである九州鉄道が、同社路線の開業に際して1924年（大正13年）に新製した電車である。
本項では、1形の制御車として1927年（昭和2年）に新製され、後年1形の一部が改造編入された50形電車についても併せて記述する。

## 車両概説
1924年、九州鉄道福岡 - 久留米間開業の際に製造された車両で、東洋車輌において1形モ1 - 16の16両が製造された。
当初は主に1形の単行運転によって運行されていたが、2両編成での運行を実施するようなったことに伴って制御車が必要となり、1927年（昭和2年）に同じく東洋車輌において50形ク51 - 54の4両が製造された。
1形の車体は15mの木造車体である。車体前面はやや曲線的な形状の非貫通形5枚窓で、前面上部の雨どいと下部の台枠も曲線的な形状としており、独自性の強いデザインとなった。屋根は丸屋根としている。側面は両端部と中央部の3か所に扉を配置したC5-D6D6Dの窓配置であった。
50形の新製当時は、全国的に木造車の新製をやめて半鋼製車両に移行する動きがあったが、1形と同様、車体長15mの木造車体とされた。1形と連結して運転することを前提にしているにもかかわらず、車体形状は1形に比べて大きく変更されている。前面形状は1形に比べて平面的な非貫通形3枚窓となっており、中央の窓の横幅が両端の2枚より狭くなっている。側面形状については両端部と中央部の3か所に扉を配置した点は1形と同一だが、窓配置は運転台側面に窓を配したC3-1D6D6D1の窓配置に変更された。
いずれも座席はロングシートであった。当時は旅客が少ないことから単行運転を行っており、車体両端に運転台が設けられていた。独立した運転室がなく、ポールのみで運転台と客室を仕切っていた。

## 運用
1形は落成当初は単行で、50形が製造されて以降は単行または2連で運用されたが、1940年以降の固定編成化改造に伴って、両形式はそれぞれ異なる形式と編成を組成した。以下、各形式ごとに導入後の変遷について記述する。

### 1形
1940年以降、常時2両以上での運転を行うためモ1 - 8を制御車に改造して電装品を、木南車輌製造で車体を新造した100形に転用し、モ9 - 16と組み合わせて電動車-制御車の2両固定編成を作ることが計画された。しかし1940年、制御車に改造予定であったモ8（初代）が火災で焼失し廃車となったため、100形の制御車ク150形（159）を1両余分に製造して補充した。モ1 - 7（いずれも初代）は計画通り改造され、ク50形55 - 61と改番・編入されて2連8編成体制となったが、前記の焼失車両があったため1本はモ1形とク150形の組み合わせとなった。
←大牟田 西鉄福岡→
モ9-ク56
モ10-ク61
モ11-ク59
モ12-ク58
モ13-ク60
モ14-ク57
モ15-ク53
モ16-ク159
1945年、電動車のモ9 - 16がモ1 - 8（いずれも2代）に改番されている。
←大牟田 西鉄福岡→
モ1-ク56
モ2-ク61
モ3-ク59
モ4-ク58
モ5-ク60
モ6-ク57
モ7-ク53
モ8-ク159
1951年、輸送需要増加に伴い編成を3両または4両固定編成とする大規模な編成組み替えが行われ、以下のような改造が施された。
- モ1・3・5・7：福岡側の運転台を撤去、片運転台化
- モ2・4・6・8：運転台をすべて撤去、中間電動車化
- ク55・57・58・61：大牟田側の運転台を撤去
- ク56・59・60：運転台をすべて撤去、付随車（サ）化

これにより編成は以下のように組み替えられた。
←大牟田 西鉄福岡→
モ1-サ56-モ2-ク61
モ3-サ59-モ4-ク58
モ5-サ60-モ6-ク57
モ7-モ8-ク55
この編成組み替えの際、先頭車には独立した全室式運転室が新設され、運転台脇にある扉をつぶして乗務員用扉を新設した。扉の移設などは全く行われず、先頭車は中央部と連結面寄り車端部に1か所ずつの扉がある変則的な扉配置となった。また編成中間の連結面には貫通路を新設している（当時は電車の貫通化が全国各地で進められていた）。
1954年、本形式を4両編成3本、3両編成1本から3両編成5本に組み替えることになった。そこで4両編成3本の付随車サ56・59・60を編成から抜き取り、100形のモ103・106がカルダン駆動方式の実用試験車に改造されたことで発生した主電動機を利用してサ59・60を再電装の上、モ10・モ9（いずれも2代）と改番し、大牟田側からモ9-モ10-ク56の新編成とした。
1958年から1960年にかけて全車とも車体の鋼体化を実施し、20形（のちの120形）となった。番号は電動車が元の番号に20をプラスした番号で、制御車は元の番号のままである。
鋼体化以降の動向は西鉄20形電車の記事で詳述する。

### 50形
1937年に50形と類似した車体形状を持つ半鋼製車17形モ17 - 20を製造したのち、1940年以降、常時2両以上での運転を行うためモ17 - 20と電動車-制御車の2両編成を組成した。ただし、53は1形と編成を組んでいる。
←大牟田 西鉄福岡→
モ20-ク51
モ18-ク52
モ11-ク53
モ19-ク54
1951年、輸送需要増加に伴い編成を3両または4両固定編成とする大規模な編成組み替えが行われ、全車とも大牟田側の運転台を撤去して片運転台化し、連結面側に貫通路を新設した。ク51・52は10形（元17形を改番）と、ク53・54は100形と編成を組んだ。
これにより編成は以下のように組み替えられた。
←大牟田 西鉄福岡→
モ13-モ14-ク51
モ11-モ12-ク52
モ109-モ111-ク53
モ110-モ112-ク54
ク51 - 53は1959年に鋼体化改造され、20形モ31-モ32-ク59となった。帳簿上はク51・52を鋼体化と同時に電装したことになっているが、実際には同時にカルダン駆動方式の試作車であったモ103-モ106-ク156の編成解除および電装解除を行い、モ103・106を制御車ク153・154（いずれも2代）に改造し、ク51・52の台車と振り替え、モ103・106のカルダン駆動台車をモ31・32に履かせている。編成解除された100形3両はク51 - 53が組み込まれていた各編成に代わりに1両ずつ組み込まれた。
残ったク54は1960年、九州車輌で新製した100形と同形の半鋼製車体に載せ替えられ、ク155（2代）となった。これにより大牟田線から旅客営業用の木造車が消滅した。
鋼体化以降の動向は当該形式の記事で詳述する。